# ハロルド・ペリン

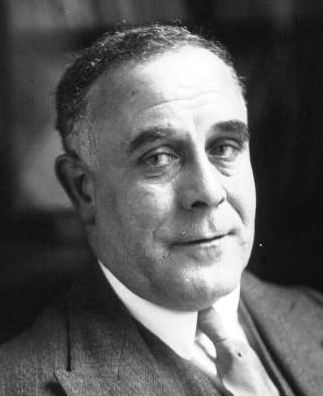
1928年のハロルド・ペリン

ハロルド・アーネスト・ペリン(Harold Ernest Perrin  1878年 - 1948年4月9日)は、イギリスの航空の先駆者。
イギリス海軍の軍人としては、少佐で退役している。
1906年から1945年まで王立飛行クラブの事務局長を務め、1936年にはコマンダー勲章（CBE）を授与された。事務局長として数多くのエアレースを組織し、その中には17戦のキングス・カップ・レースや、5戦のシュナイダー・トロフィー・レース、2度のイギリス・オーストラリア間のレースが含まれている。